# الدوري الجورجي الممتاز 2003–04
الدوري الجورجي الممتاز 2003–04 هو الموسم 15 من الدوري الجورجي الممتاز. أقيم خلال الفترة 26 يوليو 2003 وحتى 30 مايو 2004، وأشرف على تنظيمه اتحاد جورجيا لكرة القدم، وكان عدد الأندية المشاركة فيه 12، وفاز فيه ويت جورجيا.